# Gio Battista Spoletini
Gio Battista Spoletini (Umbertide, 1557 – Umbertide, 1634) è stato un giurista italiano.

## Biografia
Nacque a Fratta, oggi Umbertide, nel 1557. Laureatosi nelle discipline giuridiche, nel 1592 divenne governatore di Sutri, nel 1593 di Piperno (oggi Priverno), nel 1595 di Nepi e in seguito di Acquapendente e di Veroli. Finanziò i lavori di ricostruzione del ponte sul Tevere ad Umbertide, distrutto da una piena nel 1610. Acquistò poi il titolo di Pater Patriae per la sua attività di benefattore e protettore della sua terra.
Morì ad Umbertide nel 1634 dove venne sepolto nella chiesa di san Francesco. Sulla sua tomba si legge la seguente iscrizione: "Jo Baptista de Spoletinis I.V.D. ac Civi Perusino de Fracta, qui sub Clemente VIII Pont. Max Civitates Sutrina, Nepesina, Anxuris, et Monti Falisci, Terram Priverni, et Aquepend. gubernavit et demum in Patriam neglessus, Pontem collapsum summo animi, corporisque labore, summaque vigilantia, oppugnatis contrariis in pristinum restit. Curavit Deoq. Jovi obtinuit. Jo Maria filius ad memoriam laborum sui Patris iam septugenarii posuit Ann. Dm. 1637."